# 안쪽위팔피부신경
안쪽위팔피부신경(medial brachial cutaneous nerve, lesser internal cutaneous nerve, medial cutaneous nerve of arm) 또는 내측상완피신경(內側上腕皮神經)은 위팔의 안쪽 피부에 분포하는 신경이다.

## 구조
안쪽위팔피부신경은 팔신경얼기의 가장 작은 가지로, C8과 T1의 섬유로 형성된 안쪽다발에서 시작된다. 겨드랑을 지나갈 때 처음에는 겨드랑정맥 뒤에 있다가 안쪽에 위치하며, 이후 갈비사이위팔신경과 교통한다.
위팔동맥의 안쪽 측면을 따라 위팔의 중앙에서 내려가며, 깊은근막을 관통한 뒤 위팔의 아래쪽 1/3 뒤쪽 피부에 분포하고 팔꿉관절까지 뻗어 나간다. 신경의 일부 미세섬유는 위팔뼈 안쪽위관절융기나 팔꿈치머리 앞쪽의 피부에서 소실된다.
안쪽아래팔피부신경의 자쪽가지와도 교통한다.

## 관명
'비스버그의 신경'(nerve of Wrisberg, 하인리히 아우구스트 비스버그의 이름에서 유래)이라는 용어가 이 신경을 가리키는 데에 사용된다.
그러나 '비스버그의 신경'은 얼굴신경의 가지인 중간신경을 가리키기도 한다.

## 같이 보기
- 위가쪽위팔피부신경
- 아래가쪽위팔피부신경
- 뒤위팔피부신경

## 참고 문헌
이 문서는 현재 퍼블릭 도메인에 속하는 그레이 해부학 제20판(1918) page 937의 내용을 기초로 작성된 글이 포함되어 있습니다.
1. ↑  Birmingham A (October 1895). “Nerve of Wrisberg”. 《J Anat Physiol》 30 (Pt 1): 63–9. PMC 1327743. PMID 17232174.
2. ↑  “The Anterior Divisions - Gray's Anatomy of the Human Body - Yahoo! Education”. 2008년 6월 23일에 원본 문서에서 보존된 문서. 2008년 11월 26일에 확인함.
3. ↑  “eMedicine - Facial Nerve Anatomy : Article by Alpen A Patel”.
4. ↑  Fortuna A, La Torre E, Forni C (1972). “The cisternal segment of the nevus intermedius of Wrisberg: an anatomical study under the operating microscope”. 《Acta Neurochir (Wien)》 27 (1): 53–62. doi:10.1007/BF01402173. PMID 4540545. S2CID 7872666.
5. ↑  Masdeu, Joseph C.; Brazis, Paul W. (2007). 《Localization in clinical neurology》. Hagerstwon, MD: Lippincott Williams & Wilkins. 288쪽. ISBN 978-0-7817-9952-2.

## 추가 이미지

팔신경얼기.
척수신경 성분별로 색깔을 다르게 한 팔신경얼기의 경로.
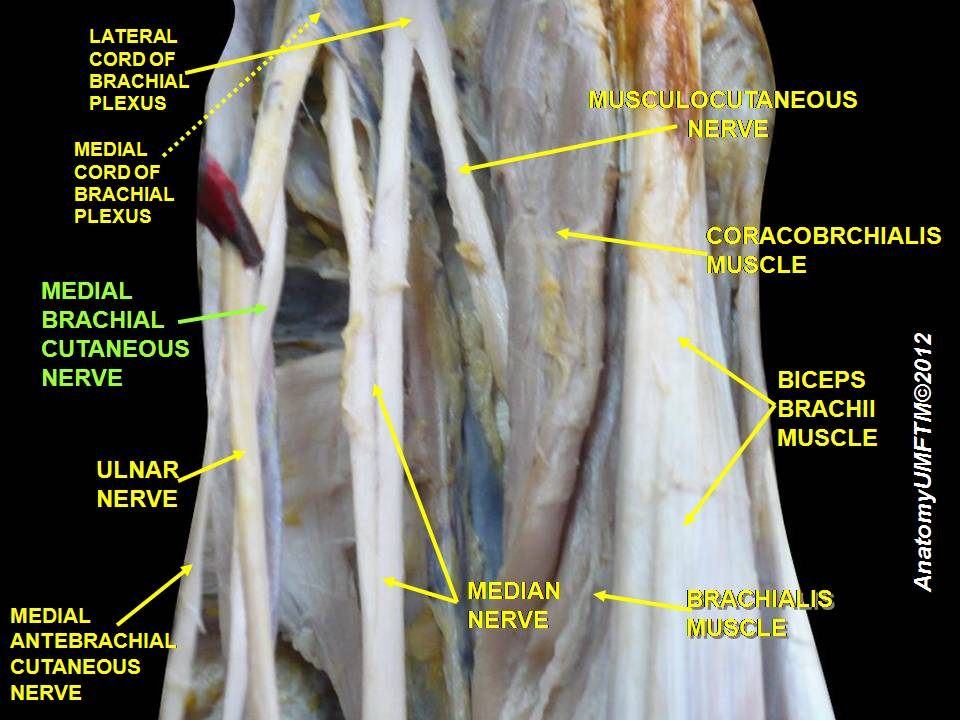
안쪽위팔피부신경.
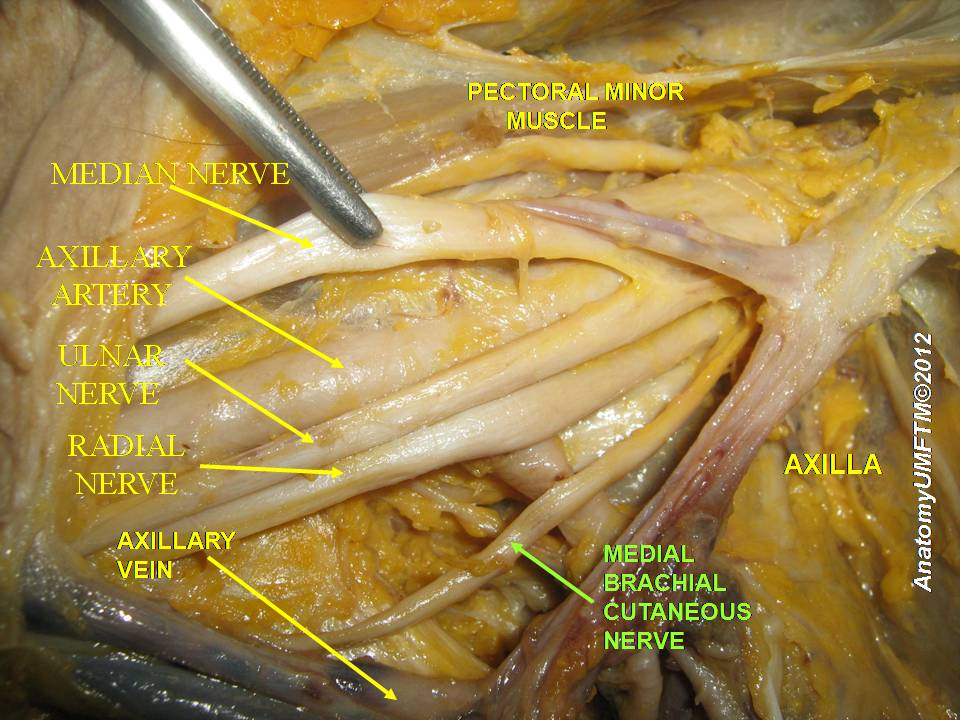
안쪽위팔피부신경.
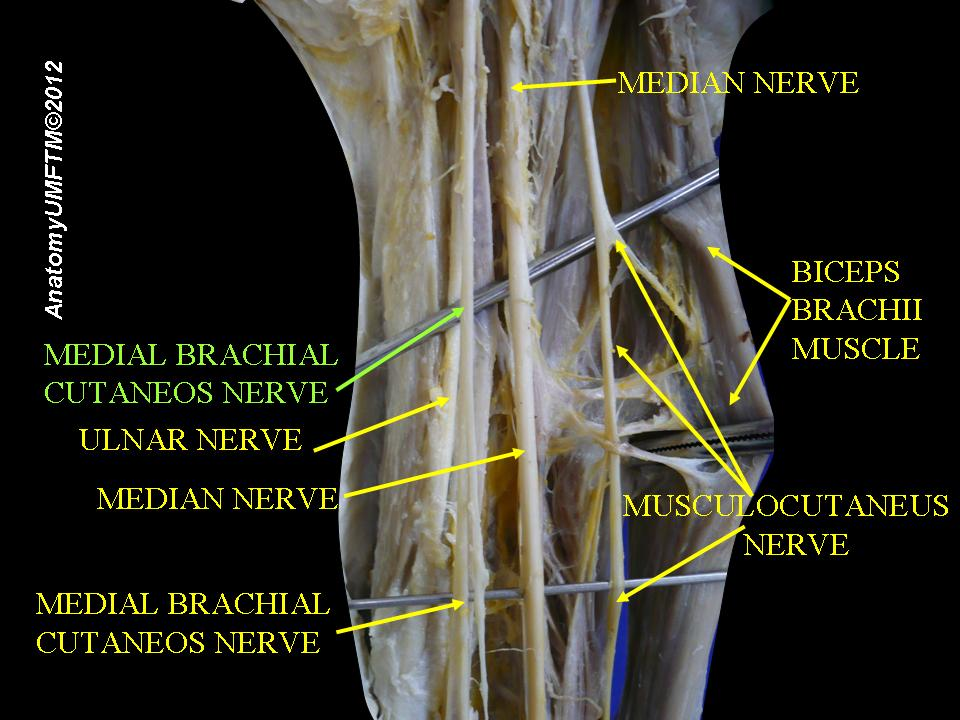
안쪽위팔피부신경.
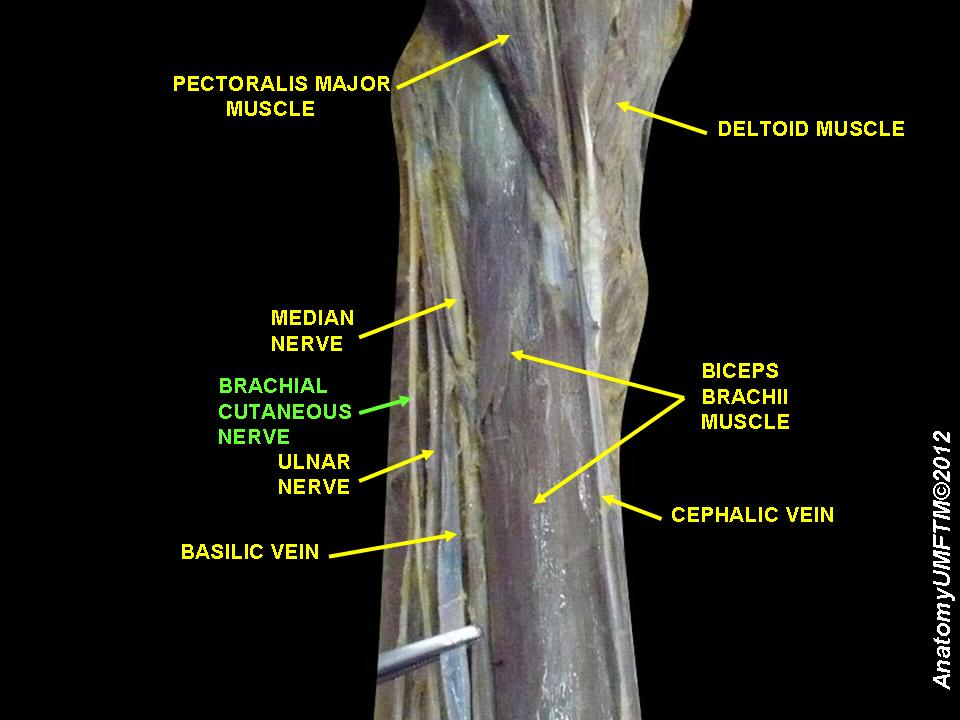
위팔의 피부신경.
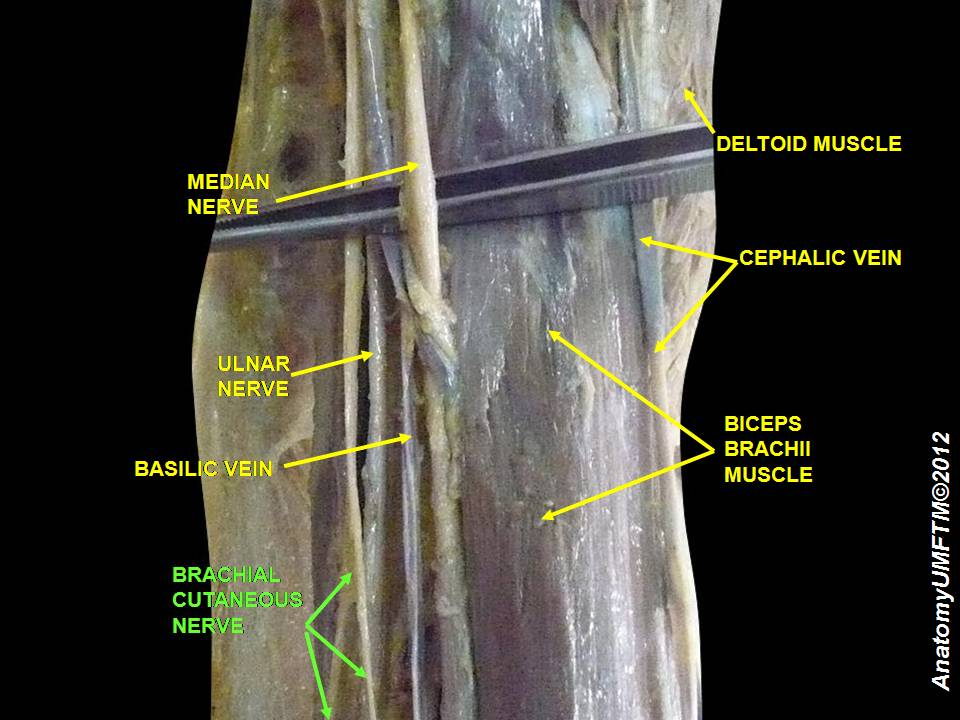
위팔의 피부신경.
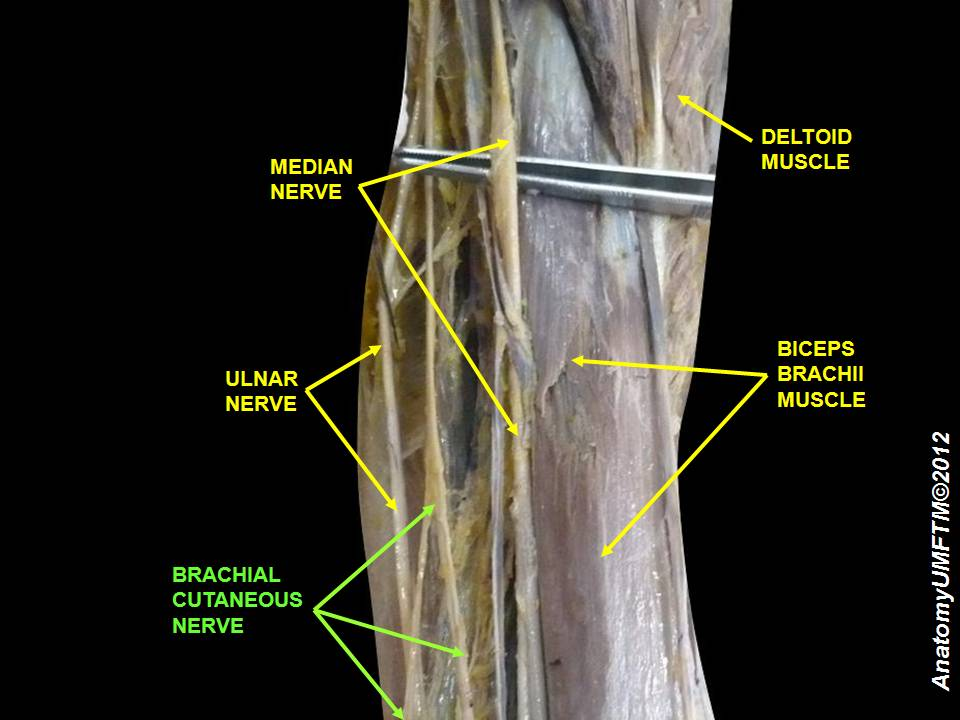
위팔의 피부신경.
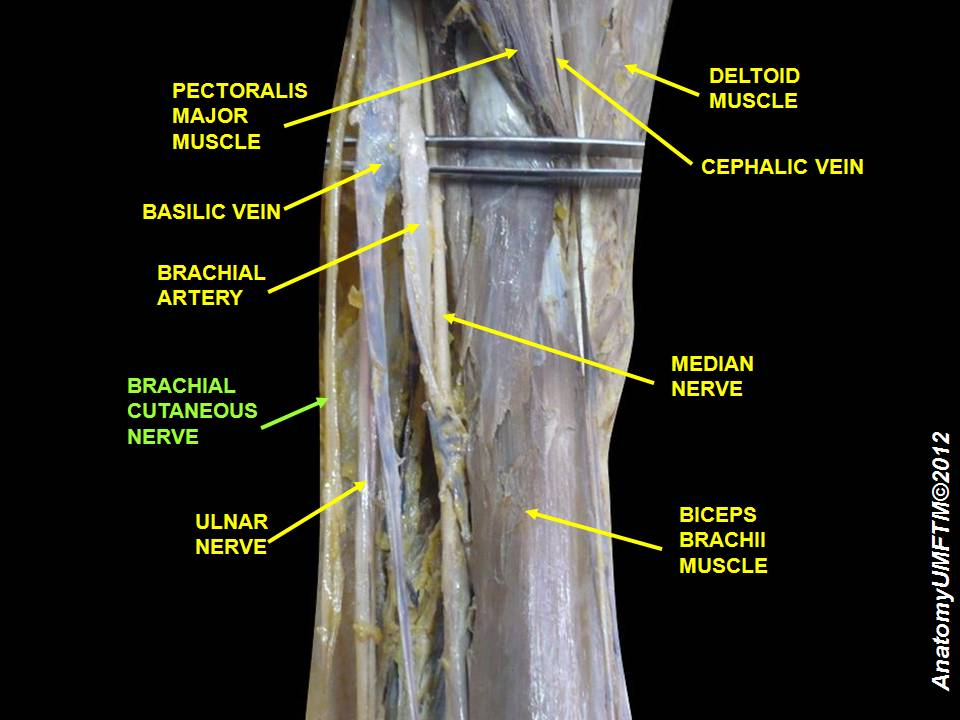
위팔의 피부신경.
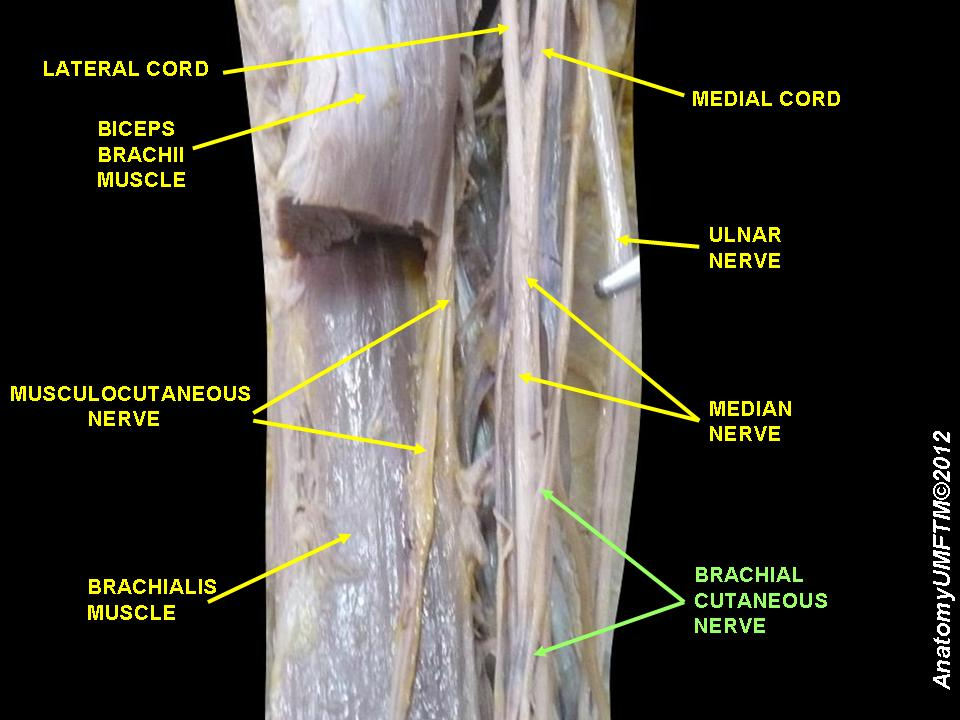
위팔의 피부신경.
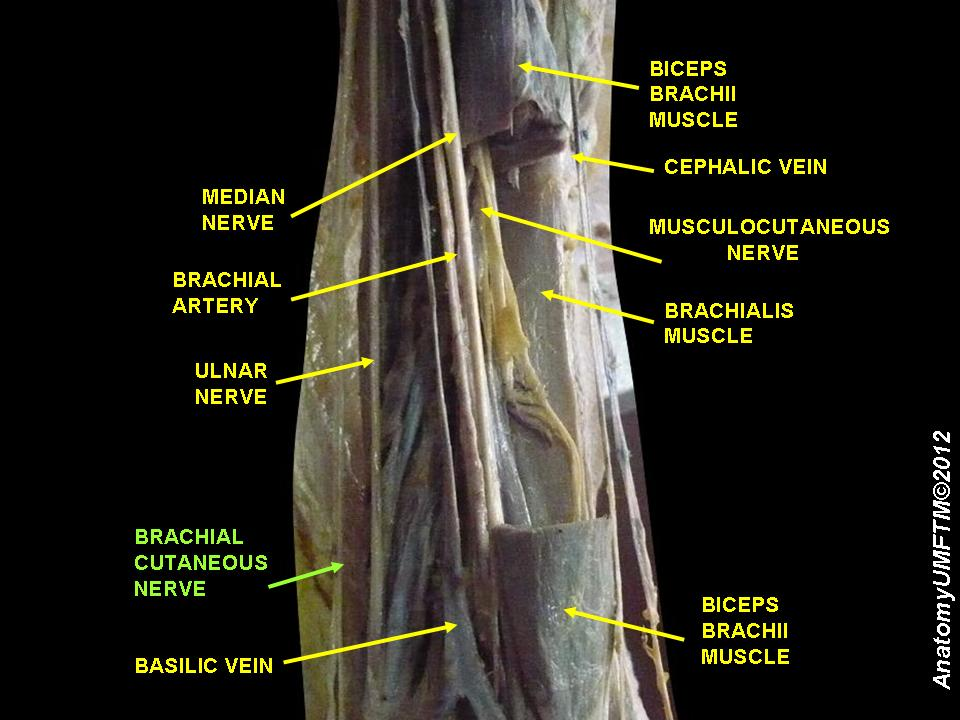
위팔의 피부신경.
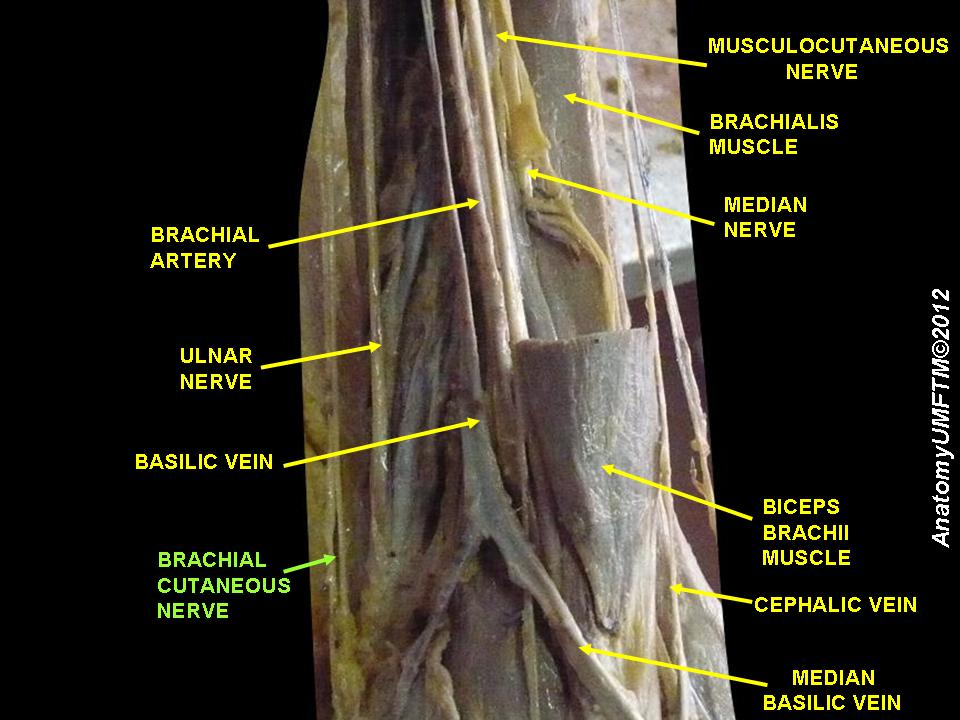
위팔의 피부신경.
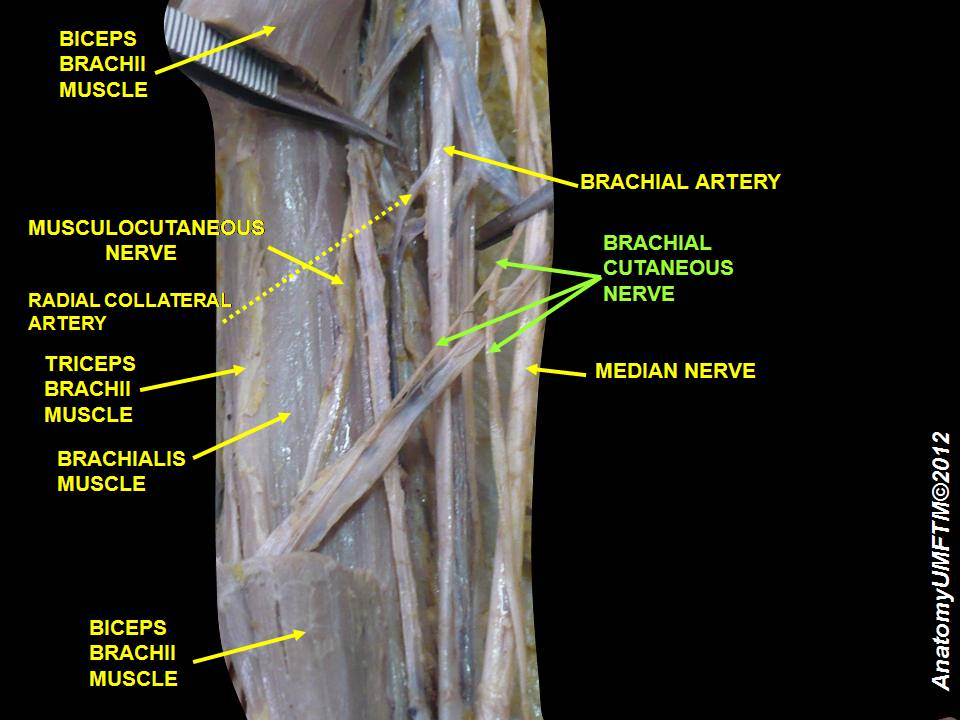
위팔의 피부신경.
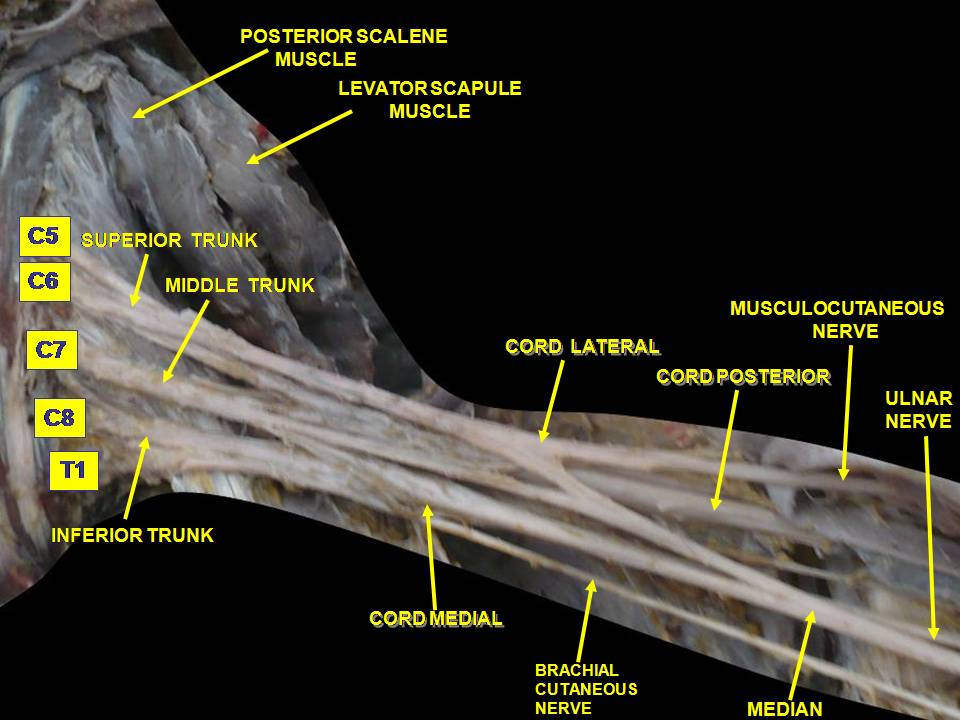
팔신경얼기의 깊은 해부. 앞가쪽에서 본 사진.